# Чумаков, Сергей Иванович
Сергей Иванович Чумаков (1928—1994) — советский спринтер-каноист, выступавший в начале 1950-х годов за сборную Москвы и сборную СССР. Мастер спорта СССР. Участвовал в Летних Олимпийских играх 1952 года в Хельсинки (Каноэ-двойка, 1000-метровая дистанция). Выбыл в предварительном отборe в финал.